# Чернавский (посёлок)
Чернавский — посёлок в составе Введенского сельсовета Кетовского района Курганской области.

## География
Посёлок расположен на правом берегу Чернавки в 5 км к северу от села Введенского, в 20 км к северо-западу от Кургана.

## Население
| 1989 | 2002 | 2010 |
| ---- | ---- | ---- |
| 244  | ↘121 | ↗191 |

## Культура
В центре посёлка располагается памятник «Вечная слава погибшим в Великую Отечественную войну 1941—1945 гг.»

## Кладбище
На юго-западе посёлка располагается Чернавское кладбище к которому ведёт «Красный» мост 

## Здравоохранение
На юго-западе посёлка располагается «Введенская областная туберкулёзная больница»
Просветский костнотуберкулезный санаторий перепрофилирован с 01.07.1971 г. в соответствии с распоряжением Курганского облисполкома в Введенский легочный туберкулезный санаторий. Введенский легочный туберкулезный санаторий с 01.01.1979 г. реорганизован в Введенскую областную туберкулезную больницу.